# Скерн-О
Скерн-О (дат. Skjern Å) — река в Дании. Протекает по центральной части Дании. Принадлежит к бассейну Северного моря. Длина — 94 км, площадь бассейна — 2100 км², средний расход воды 36 м³/с. Впадает в Северном море недалеко от города Скьерн, в честь которого получила название. Река не судоходна.
Скерн-О с притоками является самой крупной речной системой Дании. Крупнейшие притоки — Воргод и Омме.

## История
В 1960-е годы русло реки было спрямлено, и заливные луга в дельте были осушены, чтобы предотвратить затопление сельскохозяйственных угодий, и улучшить условия для фермерства в регионе. Однако, план не сработал. Без регулярного орошения водой, потребовалось повышенное количество удобрений для продуктивного земледелия. Река, будучи не в состоянии самоочищаться, начала заиливаться и качество воды ухудшилось. Земля вокруг реки начала медленно опускаться вниз из-за отсутствия свежих наносов частиц почвы. Это сделало инфраструктуру орошения земли очень неэффективной, требуя все больше средств для поддержания её в плодородном состоянии.
В 1987 году правительство приняло программу реабилитации земель вокруг устья реки, для возврата их в природное состояние. Несмотря на то что план не был закончен и одобрен до 1997 года, в 2002 году работы были полностью закончены. На сегодня сама река и заливные луга являются охраняемой природной территорией. В дельте реки гнездятся множество птиц. Скерн является местом обитания атлантического лосося, популярного объекта спортивного рыболовства. Туризм и выпас скота на естественных лугах стали основными видами прибыльной деятельности в районе Скерн, вытеснив интенсивное земледелие.